# Rote Lieder

Flagge der Kommunistischen Partei Chinas

Emblem der Volksbefreiungsarmee

Flagge der Volksrepublik China

Als Rote Lieder (chin. hónggē) bezeichnet man in der Volksrepublik China Lieder, die sich auf die Kommunistische Partei Chinas und die Volksrepublik China beziehen. Dem offiziellen chinesischen Angaben des Nachrichtenportals China Internet Information Center zufolge auch diejenigen Lieder, die zur Anerkennung der Führung der Kommunistischen Partei Chinas in der Revolution und im Kampf für die Gründung der Volksrepublik China komponiert worden sind.
Einem der Regisseure der Chinesischen Gala Roter Lieder bei Jiangxi Satellite TV zufolge gibt es für die Roten Lieder bis heute allerdings keine exakte Definition.
Zu den Themen der meist einfach gehaltenen, mit einprägsamen Texten und mitreissender Musik komponierten Roten Lieder oder revolutionären Lieder zählen das Lob der Kommunistischen Partei Chinas, der chinesischen Führer der Kommunistischen Partei (insbesondere des Großen Vorsitzenden Mao Zedong), der bewaffneten Kräfte der Kommunistischen Partei Chinas (Chinesische Rote Armee der Arbeiter und Bauern, 8. Marscharmee, Neue Vierte Armee, Volksbefreiungsarmee, Chinesische Volksfreiwilligenarmee), das Lob auf das große Vaterland (China), der Preis des Sozialismus, der Reform- und Öffnungspolitik und das Besingen der nationalen Einheit.
Darüber hinaus gab es in der ehemaligen Sowjetunion und den osteuropäischen sozialistischen Ländern, in Nordkorea und Vietnam ähnliche Lieder, die auch als Rote Lieder bekannt sind (siehe auch Arbeiterlied, Kommunistisches Lied).
Die Farbe Rot steht für den Kommunismus. Sie symbolisiert die Arbeiter und Bauern, sowie eine klassenlose Gesellschaft (weitere Symbole des Kommunismus sind Hammer und Sichel und Roter Stern). Es ist die Farbe der Kommunistischen Partei Chinas, der Volksbefreiungsarmee und der Volksrepublik China.
Viele Chinesen sind mit den Roten Lieder von Kindesbeinen an aufgewachsen und wurden von ihren Texten beeinflusst. Sie wurden vor allem vor der Reform und Öffnung – als es wenig andere Formen von Musik- und Kunstwerken gab – zur Festigung des Widerstands gegen westliche Einflüsse und gegen den Kapitalismus sowie zur Stärkung der Parteitreue gesungen.
Seit der Reform und Öffnung hielt jedoch über Hongkong, Macau und Taiwan verstärkt die westliche Kultur Einzug in China, darunter viel Pop-Musik, was auch auf die Roten Lieder einen gewissen Einfluss hatte.
Bei großen Kulturveranstaltungen zu offiziellen Anlässen  bilden die Roten Lieder aber bis heute wichtige Programmpunkte.

## Rote-Lieder-Kampagne in Chongqing
Das ehemalige Politbüro-Mitglied Bo Xilai empfahl in einer Ankündigung in Chongqing am 7. Juli 2008 Rote Lieder, darunter 27 klassische Lieder der revolutionären Geschichte und 18 moderne klassische Lieder aus der Zeit nach der Reform und Öffnung. Als der Parteichef von Chongqing forderte, alle Chinesen mögen diesem Beispiel folgen und Rote Lieder singen, zog er damit Hohn und Spott auf sich. Durch seine Kampagne fühlten sich viele Beobachter an die Zeit der Kulturrevolution erinnert. In der folgenden Kontroverse wurde Chongqing als die Westliche rote Stadt bezeichnet.

## Berühmte Interpreten
- Tsheten Drölma
- Guo Lanying
- Deng Yuhua
- Han Hong

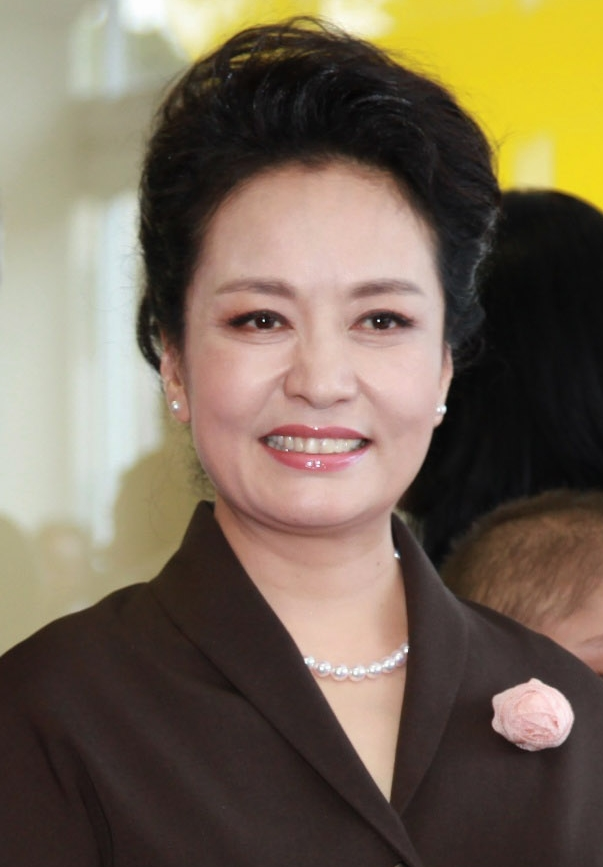
Sängerin Peng Liyuan, Gattin des chinesischen Staatspräsidenten

Außerdem wurden Song Zuying, Li Shuangjiang und Peng Liyuan  aufgrund ihres Hintergrundes als Angehörige der Künstlertruppe der Volksbefreiungsarmee und ihrer von führenden Militärs und politischen Führern sehr geschätzten Tätigkeit zum Generalmajor (shaojiang) der Volksbefreiungsarmee bzw. Großoberst (daxiao) des zivilen Ranges befördert.